# Eriocaulon scariosum
Eriocaulon scariosum är en gräsväxtart som beskrevs av James Edward Smith. Eriocaulon scariosum ingår i släktet Eriocaulon och familjen Eriocaulaceae. Inga underarter finns listade i Catalogue of Life.

## Bildgalleri

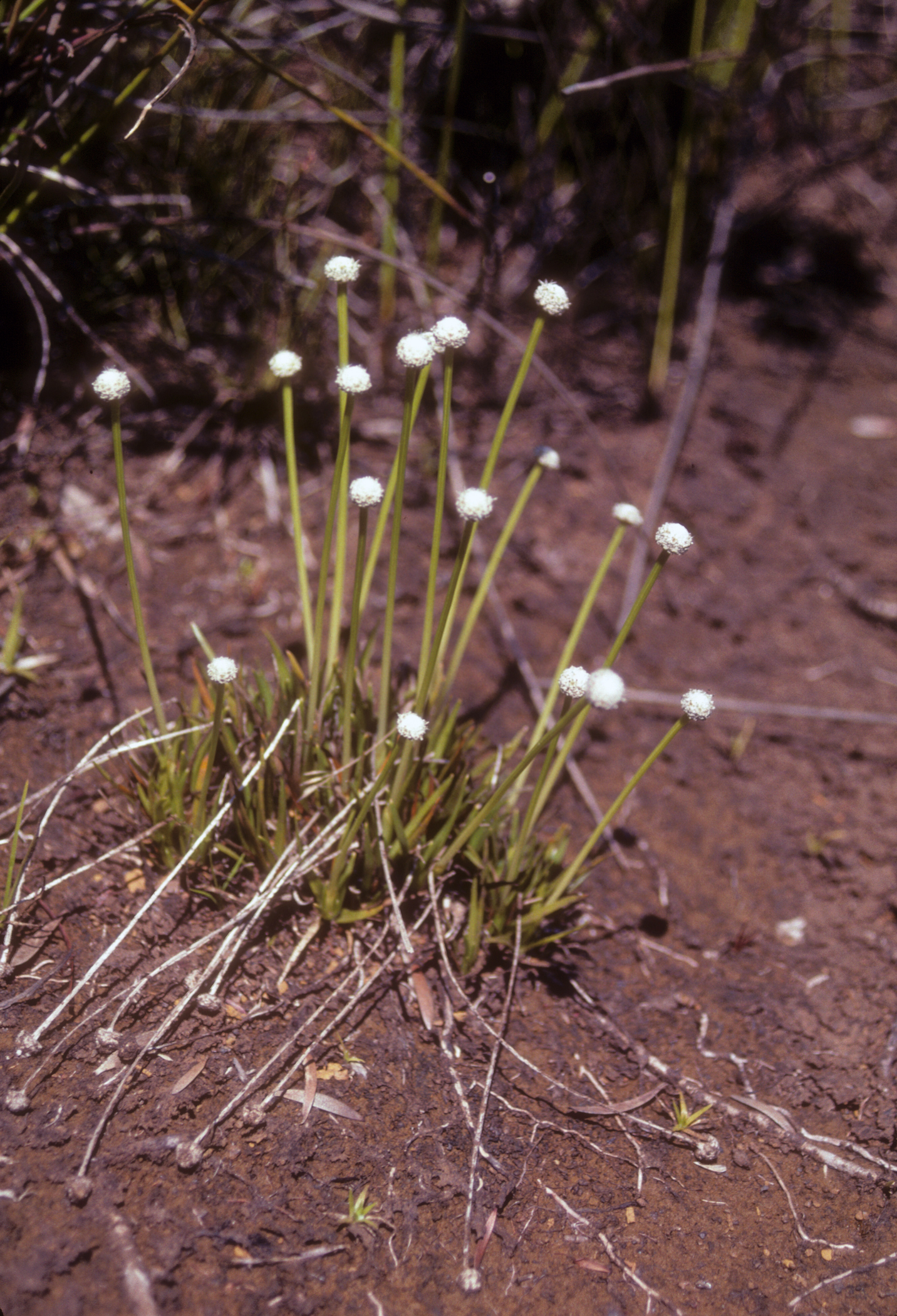